# Acyltransferase
Acyltransferasen sind Enzyme, welche eine Acylgruppe, z. B. einen Essigsäurerest oder eine Fettsäure auf einen geeigneten Akzeptor übertragen. Diese Enzyme sind Transferasen der EC-Unterkategorie 2.3., denn sie übertragen den Acylrest von einem Donor auf einen Akzeptor. Der Ersatz eines bestimmten Wasserstoffatoms des Akzeptors durch einen Acylrest wird mit Acylierung bezeichnet.
Viele Acylierungen betreffen Proteine als Akzeptoren. Als Donor für die Acylgruppe und für die Acylierungsenergie dient oft Acyl-Coenzym A.
Acyltransferasen, welche einen Essigsäurerest (Acetylrest) auf geeignete Akzeptoren übertragen, können als Acetyltransferasen bezeichnet werden.
| EC-Nummer    | Enzym                                 | Anmerkungen                                   |
| ------------ | ------------------------------------- | --------------------------------------------- |
| EC 2.3.1.7   | Carnitin O-Acyltransferase            | Teil des Carnitin-Acyltransferase-Systems     |
| EC 2.3.1.9   | Acetyl-CoA-Acetyltransferase          |                                               |
| EC 2.3.1.12  | Dihydrolipoyl-Transacetylase          |                                               |
| EC 2.3.1.21  | Carnitin O-Palmitoyltransferase (CPT) | Teil des Carnitin-Acyltransferase-Systems     |
| EC 2.3.1.26  | Sterol-O-Acyltransferase              | im endoplasmatischen Retikulum von Eukaryoten |
| EC 2.3.1.43  | Lecithin-Cholesterin-Acyltransferase  |                                               |
| EC 2.3.1.48  | Histon-Acetyltransferase (HAT)        | Teil des CREB-Binding-Proteins von Eukaryoten |
| EC 2.3.1.54  | Formiatacetyltransferase              |                                               |
| EC 2.3.1.61  | Dihydrolipoyl-Transsuccinylase        |                                               |
| EC 2.3.1.85  | Fettsäure-Synthase                    |                                               |
| EC 2.3.1.87  | Serotonin-N-Acetyltransferase         |                                               |
| EC 2.3.1.135 | Lecithin-Retinol-Acyltransferase      |                                               |
| EC 2.3.1.176 | Propanoyl-CoA-Acyltransferase         |                                               |